# 가리도후티아
가리도후티아(Mysateles garridoi)는 후티아과에 속하는 설치류의 일종이다. 멸종위급종 또는 절멸종으로 추정되며, 대앤틸리스 제도 습윤 숲 글로벌 200 에코존에서 발견된다. 이전에 쿠바의 사파타 반도 남쪽 카나레오스 군도의 작은 섬과 후벤투드섬 동쪽에 분포하는 것으로 간주했다. 1970년경 쿠바 남중부 연안 카요스 마하에서 단 한 점의 표본이 수집되었다. 1989년 카요스 마하 근처 산호초에서 두 마리를 생포했다. 서식지에서의 사람들의 활동이 증가하고 있으며, 어부들이 사냥을 한다.